# 宮崎ガス
宮崎ガス株式会社（みやざきガス、登記上の商号: 宮崎瓦斯株式会社）は宮崎県宮崎市に本社を置く一般ガス事業者で、宮崎県唯一の都市ガス事業者となっている。
企業キャッチフレーズは「青い炎にまごころを込めて」。

## 沿革
- 1930年（昭和5年）7月 - ガス供給に対する宮崎市民の要望に応えて、地元有志と日本水電株式会社の協力により、宮崎県宮崎市に宮崎瓦斯株式会社を設立（資本金20万円）。
- 1931年（昭和6年）4月 - 事業開始。
- 1942年（昭和17年）12月 - 延岡瓦斯株式会社及び都城瓦斯株式会社の両社を吸収合併（資本金50万円）。
- 1960年（昭和35年）10月 - 液化石油ガスの普及に対処するため、当社全額出資により、宮崎液化ガス株式会社（現・連結子会社）を設立。
- 1966年（昭和41年）8月 - 供給ガスの熱量を3,600 kcalから、4,500 kcalに変更。
- 1967年（昭和42年）12月 - 資本金を1億8,000万円に増資。
- 1968年（昭和43年）3月 - 宮崎市生目地区に生目供給所を開設し、天然ガスによる都市ガスの供給を開始。
- 1977年（昭和52年）5月 - 伊勢化学工業株式会社より都市ガス原料として、天然ガスの受入を開始。
- 1978年（昭和53年）9月 - 都城市吉尾町に新工場を建設し移転。
- 1983年（昭和58年）3月 - 宮崎市大字小松に天然ガスの新生目供給所を建設。
- 1984年（昭和59年）3月 - 宮崎市山崎町に新工場建設用地を購入。
- 1985年（昭和60年）
  - 11月 - 都城支店社屋を宮崎県都城市牟田町に新築移転。
  - 12月 - 宮崎新工場第一期工事として球形ガスホルダーを建設。
- 1986年（昭和61年）12月 - 宮崎県宮崎市学園都市内に特定製造所を建設、簡易ガス事業による供給を開始。
- 1987年（昭和62年）2月 - 本社社屋を宮崎県宮崎市宮脇町に新築移転。
- 1989年（平成元年）10月 - 当社全額出資により、株式会社宮崎ガスリビング（現・連結子会社）を設立。
- 1991年（平成3年）11月 - 将来に向け供給ガス熱量の高熱量化を図るため、社内に熱量変更対策本部を組織し、準備作業に着手。
- 1994年（平成6年）
  - 2月 - 宮崎支店管内の熱量変更作業を開始。
  - 11月 - 作業完了に伴い、宮崎支店管内の供給ガスの熱量を4,500 kcalから15,000 kcalに変更。
- 1995年（平成7年）2月 - 本社及び宮崎支店事務所を宮崎県宮崎市阿波岐原町に新築移転。
- 1998年（平成10年）
  - 2月 - 延岡支店管内の熱量変更作業を開始。
  - 8月 - 作業完了に伴い、延岡支店管内の供給ガスの熱量を4,500 kcalから11,000 kcalに変更。
- 1999年（平成11年）
  - 9月 - 都城支店管内の熱量変更作業を開始。
  - 12月 - 作業完了に伴い、都城支店管内の供給ガスの熱量を4,500 kcalから11,000 kcalに変更。
- 2000年（平成12年）2月 - 都城支店社屋を宮崎県都城市吉尾町に移転。
- 2003年（平成15年）3月 - 宮崎支店管内で液化天然ガスを原料とした熱量変更作業が完了。供給ガスの熱量を15,000 kcalから11,000 kcalに変更。
- 2005年（平成17年）3月 - 本社・宮崎支店・宮崎工場において、環境に関する国際規格ISO 14001を認証取得。
- 2009年（平成21年）10月 - 株式会社ニューウェルシティ宮崎（旧：宮崎厚生年金会館、現・連結子会社）を設立。
- 2017年（平成29年）6月 - レンタル業を営む株式会社キングを子会社化。

## 営業地域
- 宮崎県：宮崎市、延岡市、都城市

供給するガスは天然ガス13Aで、1998年（平成10年）に延岡地区、1999年（平成11年）に都城地区、2003年（平成15年）に宮崎地区でガス転換を完了した。

## 関連会社
- 宮崎液化ガス株式会社
- 株式会社宮崎ガスリビング
- 株式会社ニューウェルシティ宮崎
  - かつて宮崎ガス本社は、この宮崎ガスリビングの所在地付近にあった。